# Bargły
Bargły is een plaats in het Poolse district  Częstochowski, woiwodschap Silezië. De plaats maakt deel uit van de gemeente Poczesna en telt 660 inwoners.